# Збірна Китайського Тайбею з хокею із шайбою
Збірна Китайського Тайбею з хокею із шайбою — національна чоловіча збірна команда Китайського Тайбею, яка представляє країну на міжнародних змаганнях з хокею. Функціонування команди забезпечується Федерацією хокею Китайського Тайбею, яка є членом ІІХФ.

## Історія
Збірна Китайського Тайбею брала участь (неофіційно) у чемпіонаті світу з хокею 1987 року, їх найкращим результатом була нічия 2:2 зі збірною Гонконга. Китайський Тайбей на той момент не був членом ІІХФ і брав участь у чемпіонаті поза конкурсом. У 2005 році зіграли 3 товариські матчі, програвши Гонконгу 2:6 та двічі перемігши збірну Таїланду 5:3 і 11:4. У 2008 році вони виграли вперше Азійський Кубок Виклику з хокею із шайбою, що відбулася в Гонконгу. У 2009 році не відправляли команду на турнір, а у квітні 2010 року знову здобули перемогу (нині турнір визнається ІІХФ). Свою третю перемогу на Азійському Кубку Виклику здобули у 2013 році.

## Виступи на чемпіонаті світу
- 2017 — 6-е місце Дивізіон III
- 2018 — 4-е місце Дивізіон III
- 2019 — 5-е місце Дивізіон ΙІІА
- 2022 — 4-е місце Дивізіон ΙІІА
- 2023 — 1-е місце Дивізіон ΙІІА
- 2024 — 5-е місце Дивізіон IIB
- 2025 — 5-е місце Дивізіон IIB

## Досягнення
- Володар Кубку Виклику (6): 2008, 2010, 2013, 2014, 2015, 2016.